# Alfred Goullet

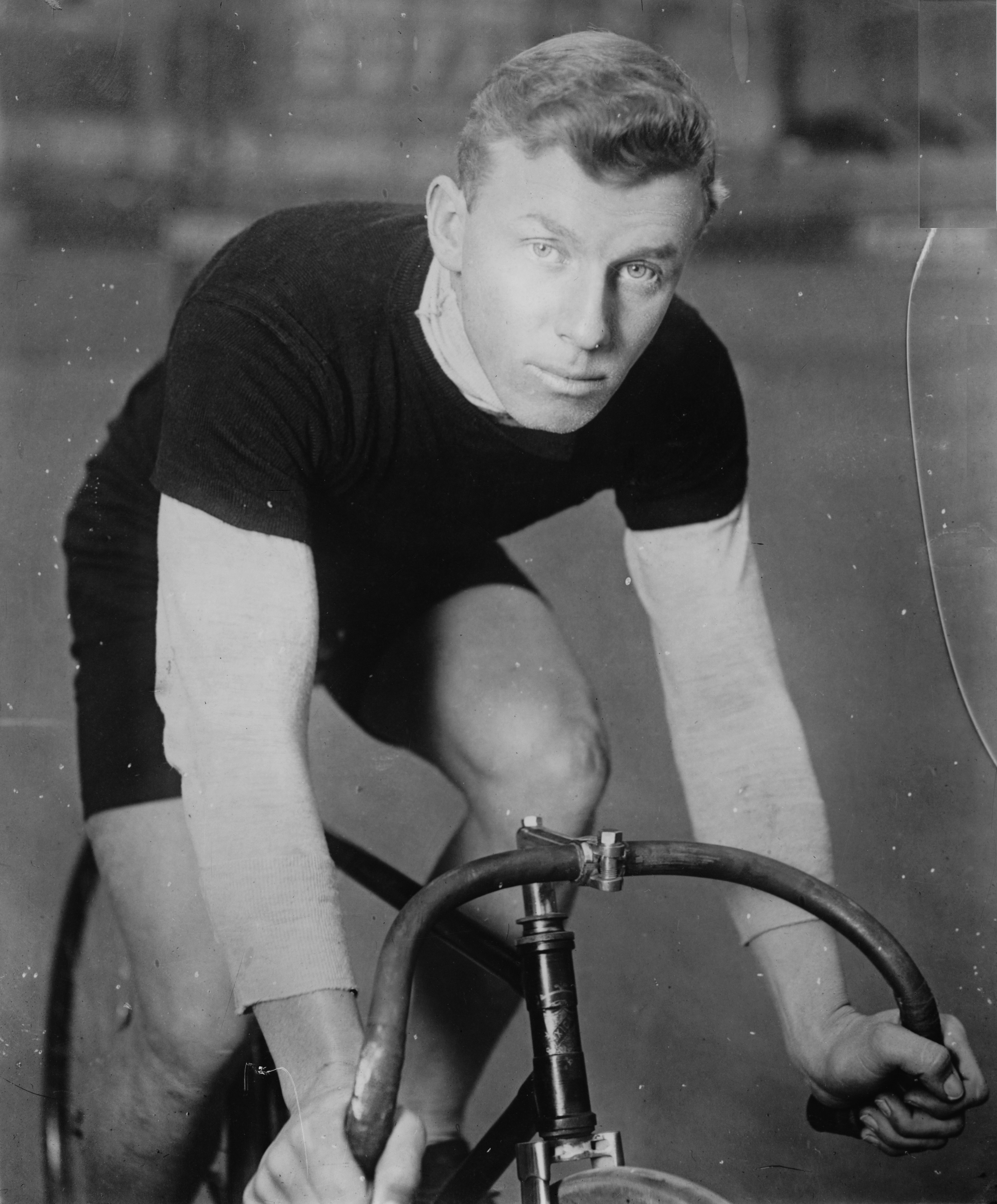
Alfred Goullet

Alfred „Alf“ Goullet (* 8. April 1891 in Australien; † 11. März 1995 in Toms River, New Jersey) war ein australischer und später US-amerikanischer Radrennfahrer, der vor und nach dem Ersten Weltkrieg als „König“ der Sechstagerennen in den USA galt.
1909 wurde Alfred Goullet australischer Meister im Sprint. Im Jahr darauf ging er in die USA und ließ sich in Newark, New Jersey, nieder, wo er auch seine ersten Rennen auf amerikanischem Boden bestritt. Auf dem Newark Velodrome stellte er im August 1920 mit 1 Stunde, 49 Minuten und 8 Sekunden einen Weltrekord über 50 Meilen auf. 1911 gewann er das erste Sechstagerennen von Sydney. Bis 1925 fuhr er auf drei Kontinenten 400 Rennen, darunter 29 Sechstagerennen, von denen er 15 gewann, acht davon im Madison Square Garden sowie das erste Sechstagerennen in Paris, gemeinsam mit Joe Fogler. Im Jahr 1920 gehörte er gemeinsam mit den Radrennfahrern Frank Kramer und Reggie McNamara zu den Großverdienern des Sports in den USA und übertraf dabei auch den populären Baseball-Spieler Babe Ruth. Zudem stellte er im Laufe seiner Karriere sechs Weltrekorde auf, darunter am 1. Juli 1912 in Salt Lake City einen vielbeachteten Rekord über eine Meile (1,51 min).
1916 nahm Goullet die US-amerikanische Staatsangehörigkeit an. 1923 trat er vom aktiven Radsport zurück, nachdem er kurz zuvor geheiratet hatte. Er wurde Versicherungsmakler und betrieb eine Eisbahn in Wayne Township. 1967 wurde er in die Madison Square Garden Hall of Fame aufgenommen. Nach 75 Jahren reiste er erstmals wieder nach Australien, wo er in die Sport Australia Hall of Fame aufgenommen wurde und 1988 ebenso in die United States Bicycling Hall of Fame. Alfred Goullet starb im Alter von 103 Jahren in einem Seniorenheim.

## Ehrungen
Im Jahr 2016 wurde er posthum in die Cycling Australia Hall of Fame aufgenommen.